# Algacir Munhak
Algacir Munhak CS (ur. 19 kwietnia 1966 w Cascavel) – brazylijski duchowny katolicki, biskup São Miguel Paulista od 2023.

## Życiorys
17 sierpnia 1996 otrzymał święcenia kapłańskie w zgromadzeniu Misjonarzy św. Karola Boromeusza. Pracował w seminariach w Porto Alegre, Passo Fundo i Ciudad del Est, był też przełożonym argentyńskiej prowincji św. Józefa. W 2013 został ekonomem nowo powstałego zakonnego regionu południowoamerykańskiego, a w 2019 został jego przełożonym.
21 września 2022 papież Franciszek mianował go biskupem diecezji São Miguel Paulista. Sakry udzielił mu 17 grudnia 2022 kardynał Odilo Scherer. Ingres odbył się 8 stycznia 2023.